# Zatonięcie łodzi w Ogbaru
Zatonięcie łodzi w Ogbaru było wypadkiem na Nigrze w nigeryjskim stanie Anambra 7 października 2022 roku. W wyniku katastrofy zginęło 76 osób. Do zdarzenia doszło w czasie powodzi.
7 października 2022 między 11:00 a 12:00 czasu lokalnego doszło do zatonięcia łodzi przeznaczonej dla 50 pasażerów, którą płynęło aż 85 osób. Przyczyną tak dużej liczby podróżujących była ewakuacja ludności w czasie trwających powodzi. Jak ustalono, kapitan łodzi był niedoświadczony, a w trakcie podróży doszło do awarii silnika. Łódź uderzyła w zatopiony most Osamala i zatonęła. Początkowe doniesienia mówiły o 10 zabitych i 60 zaginionych.
Lokalny koordynator Krajowej Agencji Zarządzania Kryzysowego Thickman Tanimu poinformował, że do akcji ratunkowo-poszukiwawczej zaangażowano nigeryjskich żołnierzy. Według służb ratunkowych rosnący poziom wody utrudnił przeprowadzenie akcji.
10 października prezydent Muhammadu Buhari poinformował o śmierci 76 spośród 85 pasażerów łodzi. W całej powodzi zginęło ponad 300 osób, a ponad 100 tysięcy straciło dach nad głową.
W Nigerii regularnie dochodzi do wypadków łodzi z powodu przeciążenia, nadmiernej prędkości, złej konserwacji i nieprzestrzegania przepisów nawigacyjnych.